# Monocordo
Il monocordo è uno strumento composto da una sola corda, tesa sopra una cassa di risonanza tra due ponticelli, e posata su un terzo ponticello intermedio che può essere spostato lungo la corda; così facendo si può dividere la corda a piacere ed ottenere suoni di altezza (frequenza) variabile.
Il termine monocordo deriva dal greco monòchordon (mònos, "unico" e chordê, "corda") e significa "strumento a corda unica", anche se di fatto alcuni monocordi sono dotati di più corde, solitamente accordate alla medesima altezza.
Secondo Boezio questo strumento fu inventato in Grecia nel VI secolo a.C. da Pitagora (e comunque era già esistente ai suoi tempi) per gli studi di acustica.
In epoca medievale venne impiegato sia come mezzo per la verifica sperimentale delle leggi dell'armonia, sia come ausilio pratico per l'istruzione dei cantori .
Il primo trattato medievale, in cui venne descritto il procedimento per la sua taratura, fu Musica enchiriadis di anonimo del IX secolo, poi attribuito ad Oddone di Cluny. Il primo trattato autografo fu Micrologus de disciplina artis musicæ (ca. 1025/1026) di Guido monaco d'Arezzo.

## Scalatura delle note al monocordo

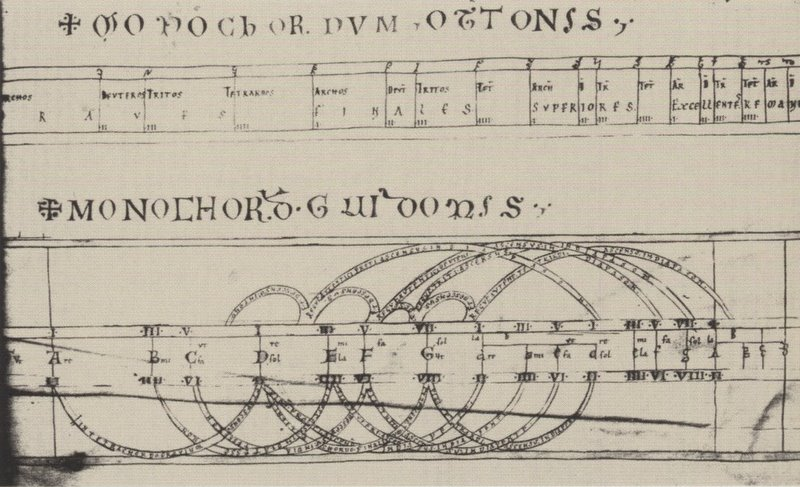
Divisione del monocordo di Oddone (IX secolo) e di Guido monaco (XI secolo).

Mettendo la corda in vibrazione, Pitagora provò a dimezzarne la lunghezza mediante il ponte mobile, e ciò produsse un suono che sembrò essere la medesima nota, ma più acuta. Questo è dovuto al fatto che la seconda nota risponde alla vibrazione della metà della lunghezza della corda, per cui ha una frequenza esattamente doppia della prima nota, ed è detta ottava, o meglio, è il primo intervallo d'ottava trovato. 
Sempre con la stessa tensione, Pitagora accorciò la corda secondo la “sezione aurea” dei due terzi, ottenendo una terza nota in relazione con le altre due, detta quinta, perché corrisponde all'intervallo di quinta.
Con questo metodo, di frazionamento del monocordo, ottenne la scala musicale completa, detta scala diatonica, che conosciamo come Do-Re-Mi-Fa-Sol-La-Si.
La scala pitagorica, ricavata dalle relazioni geometriche delle lunghezze della corda, ottiene le posizioni "esatte" dei suoni, a partire dal primo suono. Gli altri si ottengono moltiplicando sempre per ½ la lunghezza della corda, e così via. Gli intervalli fondamentali tra le note diventano quindi due: 9/8, il "tono" e 256/243, il limma (o semitono).
I	9/8	II	9/8	III	256/243	IV	9/8	V	9/8	VI	9/8	VII	256/243	VIII
La scala musicale costruita secondo lo schema pitagorico è basata, con rigore matematico, sull'intervallo di quinta (rappresentato dal rapporto 3/2) e di ottava (rapporto 2/1) e costruita sugli armonici trovati sul monocordo, conducendo direttamente ai semitoni non coincidenti (es. al DO♯ diverso dal RE♭ ecc.), cosa che poi la scala temperata ha eliminato, equalizzando tutti e 12 gli intervalli cromatici.
La scala pitagorica contiene tuttavia un inconveniente o errore, detto comma pitagorico. Infatti, in teoria, partendo da una qualsiasi nota e salendo di 12 quinte (circolo delle quinte), si dovrebbe trovare la stessa nota, 7 ottave più in alto; in realtà, se si fa lo stesso calcolo salendo di 7 ottave, i due risultati non coincidono, perché 3/2 alla dodicesima potenza risulta 129,7, mentre 2 alla settima potenza risulta 128. Così, il suono della 7ª ottava risulterebbe eccedente e quindi dissonante.